# Roland (namn)
För andra betydelser, se Roland.
Roland är ett mansnamn med gammalt tyskt ursprung (Hroudland). 
Bildat av hrod - "ära" och en efterled av oklar betydelse, men som sannolikt kommer av adjektivet nand - "djärv". 
Roland (även benämnd Orlando) var namnet på en mytomspunnen härförare hos Karl den store om vilken det skrivits flera dikter och epos - se Rolandsången och Den rasande Roland.
Namnet förekom i Sverige redan på 1300-talet. Det var mycket populärt från 1930-talet och fram till 1950-talet och låg en tid bland de 30 vanligaste mansnamnen. Numera ges det dock mest som andranamn till de yngsta. 
Det fanns 31 december 2009 totalt 48 534 personer i Sverige med förnamnet Roland, varav 12 007  hade det som tilltalsnamn. År 2003 fick 99 pojkar namnet, varav bara en fick det som tilltalsnamn.
Namnsdag i Sverige: 9 augusti  (Sedan 1901). I den finlandssvenska namnsdagslängden har Roland namnsdag 4 september sedan 1973.

## Personer med namnet Roland
- Roland Andersson - fotbollstränare, fotbollsspelare, VM-brons 1994, kopia av Svenska Dagbladets guldmedalj
- Roland Barthes - fransk lingvist och filosof
- Roland Bengtsson, musiker
- Roland Borén - konstnär
- Roland Cedermark - musiker
- Roland Emmerich - tysk regissör
- Roland Forsberg - kyrkomusiker och tonsättare
- Roland Freisler - tysk domare. Aktiv under andra världskriget.
- Roland Garros - fransk flygpionjär
- Roland Gustafsson - missionsbiskop i Missionsprovinsen
- Roland Keijser - jazzmusiker, saxofonist
- Roland Levin - tandläkare och sångtextförfattare med signaturen "Roland"
- Roland Matthes - östtysk simmare
- Roland Mattsson - handbollsledare
- Roland Moser - liechtensteinsk fotbollsspelare
- Roland Nilsson (fotbollsspelare) - VM-brons 1994, bragdmedaljör
- Roland Poirier Martinsson - svensk filosof, debattör och författare
- Roland Pöntinen - pianist
- Roland Ratzenberger - österrikisk racerförare
- Roland Sandberg - fotbollsspelare
- Roland Schütt - författare
- Roland Stoltz - två framgångsrika ishockeyspelare med samma namn, en född 1931, den andre är född 1954,
- Roland Svensson - astronom
- Roland Söderberg - skådespelare
- Roland Utbult - sångare och riksdagsledamot
- Manon Roland - fransk girondist
- Romain Rolland - fransk författare, mottagare av Nobelpriset i litteratur 1915

## Varianter
- Loránd, Loránt (ungersk)
- Orlando (namn) (italiensk, spansk)
- Roel, Roeland (holländsk)
- Rolan (rysk)
- Rolando (spansk, portugisisk, italiensk)
- Roldán (spansk)
- Rowland, Rowley (engelsk)